# Brusciano
Brusciano es un municipio italiano localizado en la ciudad metropolitana de Nápoles, región de Campania. Según los datos del 31 de diciembre de 2016, tenía una población de 16.499 habitantes en un área de 5,62 km².
Limita con las localidades de Acerra, Castello di Cisterna, Mariglianella, Marigliano y Somma Vesuviana.

## Demografía
| Gráfica de evolución demográfica de Brusciano entre 1861 y 2011 |
|                                                                 |
| Fuente ISTAT - elaboración gráfica de Wikipedia                 |